# 밀양 표충사 유물
밀양 표충사 유물(密陽 表忠寺 遺物)은 대한민국 경상남도 밀양시 단장면, 표충사에서 소장하고 있는 사명대사가 사용하던 유품이다. 
1993년 12월 27일 경상남도의 유형문화재 제293호 표충사 소장유물으로 지정되었다가, 2018년 12월 20일 현재의 명칭으로 변경되었다.

## 개요
경상남도 밀양에 있는 표충사는 임진왜란 때 승병을 일으켜 나라에 큰 공을 세운 사명대사를 추모하기 위해, 나라에서 봄·가을로 제사를 지내던 사당이 있는 절이다. 이 사당을 당시 서원처럼 보아 표충서원이라 했는데, 사찰에서 관리해 오면서 자연스럽게 사(祠)가 사(寺)로 바뀐 것으로 보인다.
병자호란 때 폐허가 됐던 것을 숙종 40년(1714)에 다시 세우면서, 사명대사와 그의 스승인 서산대사, 임진왜란 때 금산 싸움에서 전사한 기허당(騎虛堂)의 영정을 함께 모시게 되었다.
이 절의 유품 전시관에는 선조 38년(1604) 일본에 갔다오면서 선물로 받은, 대형 목탁과 북을 포함하여 200여점의 전시물이 있는데, 대부분 사명대사가 사용하던 유품들이 보관되어 있다.

## 같이 보기
- 밀양 표충사
- 사명대사
- 서산대사
- 기허당

## 참고 자료
- 밀양표충사소장유품 - 국가유산청 국가유산포털